# 11 caméras
11 caméras (11 Cameras) est une série télévisée canadienne en 22 épisodes de 22 minutes créée par Jeff Spriet et James Wilkes et diffusée entre le 28 juin et le 7 septembre 2006 sur le réseau CBC.
Sa diffusion est inconnue dans les pays francophones.

## Synopsis
La série suit ses personnages à l'aide de caméras web.

## Distribution
- Leah Renee Cudmore (en) : Amber
- Kate Hewlett : Andrea
- Alan Van Sprang : Bruce
- Dillon Casey : Chuck
- Alex Campbell : Colin
- Deborah Grover : Gladys
- Terra Vnesa : Honey
- Deanna Dezmari : Irina
- Ashley Leggat : Kelly
- Jeff Roop : Nick
- Barbara Radecki : Paula
- Jazz Mann : Raj
- Joris Jarsky : Richard
- Mayko Nguyen : Sarah
- Yogesh Chotalia : Sumesh
- Jessica Greco : Tiffany

## Fiche technique
- Producteur : Henry Less
- Producteurs exécutifs : Christina Jennings, Jeff Spriet, James Wilkes et Robert B. Carney
- Société de production : Shaftesbury Films (en)